# Pat Day
Patrick Alan "Pat" Day, född 13 oktober 1953 i Brush, Colorado, är en amerikansk före detta jockey. Han är fyrafaldig vinnare av Eclipse Award for Outstanding Jockey och valdes in i National Museum of Racing and Hall of Fame 1991 och Arkansas Sports Hall of Fame 1999. Day tog under sin karriär nio segrar i Triple Crown-löp och 12 segrar i Breeders' Cup-löp.

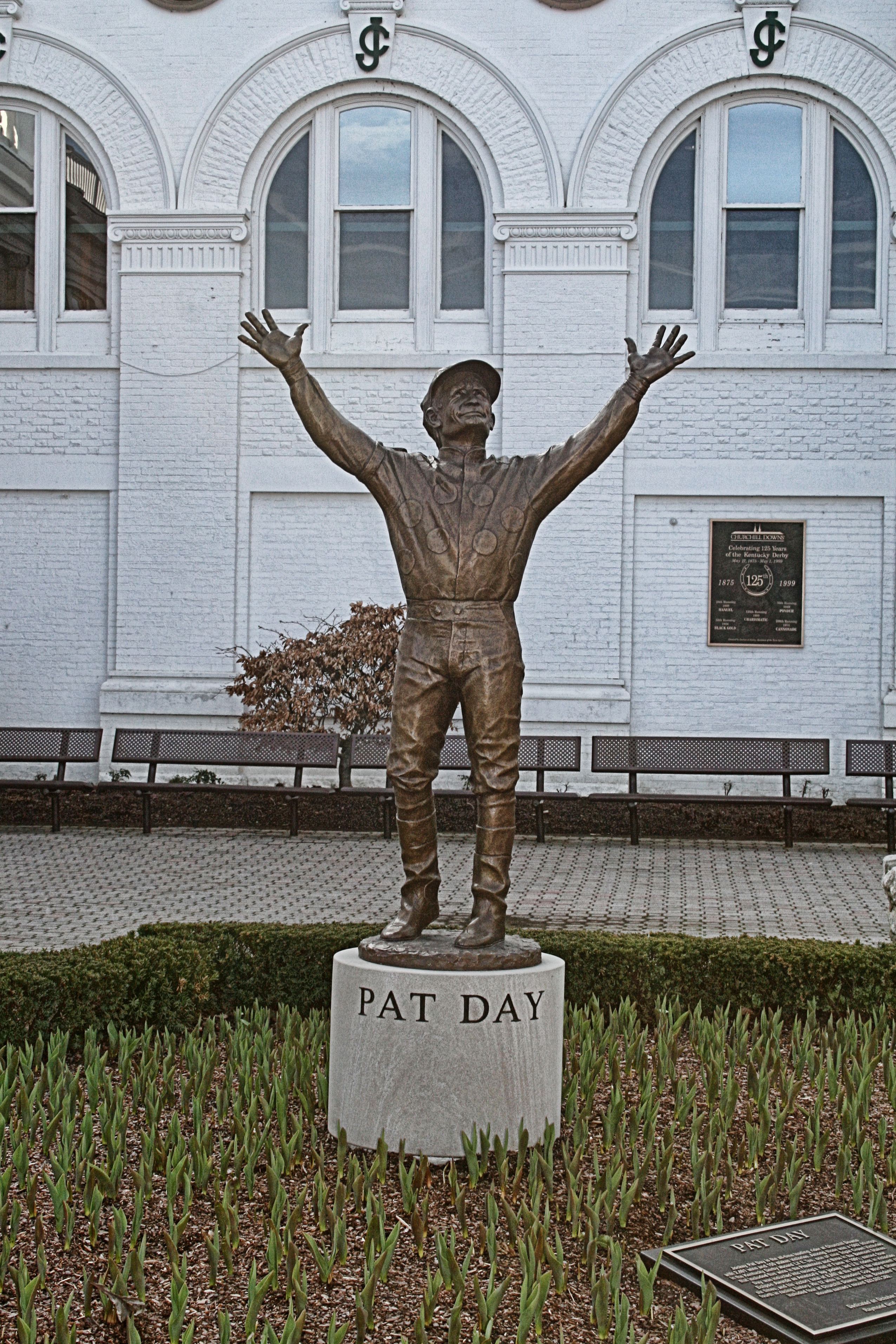
Staty av Pat Day.

## Karriär
Day fick tidigt i karriären problem med både droger och alkohol, men blev en pånyttfödd kristen i början av 1980-talet. Efter att ha genomgått en höftoperation som tvingade honom att missa Kentucky Derby för första gången på 21 år, meddelade Day att han gick i pension den 3 augusti 2005. Han hade då tagit 8 803 segrar (rankad på fjärde plats genom tiderna) och var den ledande jockeyn i inridna pengar. Han var dominerande jockey på Kentuckybanor och innehar alla karriärrekord på Churchill Downs och Keeneland.
Day segrade bland annat i den första upplagan av Breeders' Cup Classic 1984 ombord på Wild Again. Han red också hästen Easy Goer, som var främsta rival till Sunday Silence.